# Les lycéennes redoublent
Série
La lycéenne se marie
(1976) La lycéenne est dans les vaps
(1979)
Pour plus de détails, voir Fiche technique et Distribution.
Les lycéennes redoublent (titre original : La liceale nella classe dei ripetenti) est un film franco-italien réalisé par Mariano Laurenti, sorti en 1978.

## Synopsis
Angela étudie dans la même école que son père. C'est une belle fille et malgré le fait que son petit ami Tonino n'est pas une beauté, elle s'efforce à lui être fidèle. Mais quand elle découvre qu'elle a été trahie à plusieurs reprises, elle décide de se venger en se rapprochant de Carlo, amoureux d'elle depuis toujours.

## Fiche technique
- Titre : Les lycéennes redoublent
- Titre original : La liceale nella classe dei ripetenti [2]
- Réalisation :	Mariano Laurenti
- Assistant-réalisateur : Jacques Fayard, Alessandro Metz
- Sujet : Mariano Laurenti, Francesco Milizia
- Scénario : Mariano Laurenti, Francesco Milizia, Franco Mercuri, Annie Albert
- Photographie : Federico Zanni
- Montage : Alberto Moriani
- Musique : Gianni Ferrio
- Décors : Stefano Paltrinieri
- Costumes : Wanda Pruni
- Maquillage : Gabriella Trani
- Pays de production :  Italie |  France
- Genre : Comédie érotique
- Durée : 95 minutes (1 h 35)
- Interdit aux moins de 13 ans lors de la sortie/tout public depuis 1990. Visa CNC 49067 modifié en 1990.
- Dates de sortie :
  - Italie : 10 août 1978
  - France : 23 mai 1979

## Distribution
- Gloria Guida : Angela Cantalupo
- Lino Banfi : Zenobio Cantalupo
- Gianfranco D'Angelo : Prof. Pinzarrone
- Alvaro Vitali : Prof. Modesti
- Rodolfo Bigotti : Carlo
- Carlo Sposito : le principal
- Ria De Simone : Tecla, le Bolognais

## SérieLa Lycéenne
- 1973 : La lycéenne découvre l'amour (La ragazzina) de Mario Imperoli
- 1975 : La lycéenne a grandi (Quella età maliziosa) de Silvio Amadio
- 1975 : À nous les lycéennes (La liceale) de Michele Massimo Tarantini
- 1976 : La lycéenne se marie (Scandalo in famiglia) de Marcello Andrei
- 1978 : Les lycéennes redoublent (La liceale nella classe dei ripetenti) de Mariano Laurenti
- 1979 : La lycéenne est dans les vaps (La liceale, il diavolo e l'acquasanta) de Nando Cicero
- 1979 : La lycéenne séduit ses professeurs (La liceale seduce i professori) de Mariano Laurenti
- 1981 : La lycéenne fait de l'œil au proviseur (it) (La ripetente fa l'occhietto al preside) de Mariano Laurenti
- 1982 : La Lycéenne et les Fantômes (La casa stregata) de Bruno Corbucci